# Peter Kremtz
Peter Kremtz (ur. 26 kwietnia 1940 w Miśni, zm. 23 lutego 2014 w Berlinie) – niemiecki wioślarz reprezentujący NRD, srebrny medalista olimpijski.

## Kariera
Wystąpił na igrzyskach olimpijskich w Meksyku w 1968, gdzie osada NRD w składzie: Peter Kremtz, Roland Göhler, Manfred Gelpke, Klaus Jacob i Dieter Semetzky (sternik) zdobyła srebrny medal w czwórkach ze sternikiem. W wyścigu finałowym o 2,58 sekundy przegrali z osadą Nowej Zelandii, a o 0,84 sekundy wyprzedzili osadę Szwajcarii. Był to jego jedyny start olimpijski.
Zdobył również brązowy medal w dwójkach bez sternika na mistrzostwach świata w Bledzie (1966).
Jedyny tytuł krajowy zdobył w 1964, zwyciężając w dwójkach bez sternika. Po zakończeniu kariery pracował jako inżynier ruchu w Deutsche Bahn.